# Austin Wolf
Justin Heath Smith, conocido como Austin Wolf (Alvarado, Texas, 3 de abril de 1981), es un ex actor pornográfico, modelo, fisicoculturista y luchador estadounidense. Fue acusado de posesión y distribución de archivos MASI (Material de Abuso Sexual Infantil) en 2024.

## Primeros años
Nació en Alvarado, Texas. Creció en un pequeño pueblo cerca de Fort Worth. Practicó culturismo y lucha libre. Estaba asociado con la organización de lucha libre Thunders Arena Wrestling. Después de la crisis subprime perdió su trabajo como minorista de muebles de diseño en Nueva York.

## Vida personal
Wolf es homosexual. Mantuvo una relación con el también actor pornográfico Tyler Wolf.
En octubre de 2018, Delta Air Lines lanzó una investigación bajo sospecha de que tuvo relaciones sexuales mientras volaba con un empleado.
Alentó a los estadounidenses a votar públicamente el 6 de noviembre de 2018 en las elecciones al Congreso de los Estados Unidos.
En 2024, Wolf fue arrestado y acusado de posesión y distribución de cientos de vídeos de abuso infantil, detenido por el FBI en su domicilio ubicado en Nueva York.

## Premios y nominaciones
| Año  | Premio                                       | Categoría                                    | Película                       | Otros artistas                         | Resultado |
| ---- | -------------------------------------------- | -------------------------------------------- | ------------------------------ | -------------------------------------- | --------- |
| 2013 | Premio Internacional de Acompañantes Hookies | El mejor novato                              | -                              | -                                      | Nominado  |
| 2013 | Premio Internacional de Acompañantes Hookies | Mejor actividad                              | -                              | -                                      | Ganador   |
| 2013 | Premio Internacional de Acompañantes Hookies | Mejor cuerpo                                 | -                              | -                                      | Nominado  |
| 2014 | Premio Internacional de Acompañantes Hookies | Estrella porno favorita de escort            | -                              | -                                      | Nominado  |
| 2014 | Premio Internacional de Acompañantes Hookies | El mejor cuerpo                              | -                              | -                                      | Ganador   |
| 2014 | Premio Grabby                                | Mejor recién llegado                         | -                              | -                                      | Nominado  |
| 2014 | Premio Grabby                                | Chico masculino                              | -                              | -                                      | Nominado  |
| 2015 | Premio Internacional de Acompañantes Hookies | Mejor activo                                 | -                              | -                                      | Ganador   |
| 2016 | Premio Web Cybersocket                       | Mejor estrella porno                         | -                              | -                                      | Nominado  |
| 2016 | Premio Grabby                                | El activo más popular                        | -                              | -                                      | Nominado  |
| 2016 | Premio Grabby                                | El rimming más caliente                      | Fined Tuned Ass (2015)         | Ryan Rose                              | Nominado  |
| 2016 | Premio Grabby                                | Chico masculino                              | -                              | -                                      | Nominado  |
| 2016 | Premio Grabby                                | El rimming más caliente                      | Exposición total 1 (2015)      | Brian Bonds                            | Nominado  |
| 2018 | Premio GayVN                                 | Premio del admirador: Mejor papá             | -                              | -                                      | Nominado  |
| 2018 | Premio GayVN                                 | Mejor escena fetiche                         | Skuff: Rough Trade 1 (2016)    | Micah Brandt                           | Ganador   |
| 2018 | Premio GayVN                                 | Premio del admirador: estrella de los medios | -                              | -                                      | Nominado  |
| 2018 | Premio GayVN                                 | Mejor escena de sexo grupal                  | Fixer (2017)                   | Arad WinWin, Skyy Knox y Tyler Roberts | Nominado  |
| 2018 | Premio Str8UpPorn                            | Mejor escena grupal                          | Fixer (2017)                   | Arad WinWin, Skyy Knox y Tyler Roberts | Nominado  |
| 2018 | Premio Str8UpPorn                            | Premio de admiradores - Papi favorito .      | Fixer (2017)                   | -                                      | Ganador   |
| 2018 | Premio Web Cybersocket                       | Mejor estrella porno                         | -                              | -                                      | Nominado  |
| 2019 | Premios Fleshbot                             | Mejor intérprete del clip                    | -                              | -                                      | Nominado  |
| 2019 | Premios Fleshbot                             | Artista del año                              | -                              | -                                      | Nominado  |
| 2019 | Premios Fleshbot                             | Mejor escena de sexo en grupo                | Aventón (2018)                 | Pheonix Fellington y Kurtis Wolfe      | Nominado  |
| 2019 | Premios GayVN                                | La mejor escena de sexo del triolismo        | Aventón (2018)                 | Pheonix Fellington y Kurtis Wolfe      | Nominado  |
| 2019 | Premio Grabby                                | La mejor escena del triolismo                | Aventón (2018)                 | Pheonix Fellington y Kurtis Wolfe      | Nominado  |
| 2019 | Premio Grabby                                | Mejor activo                                 | -                              | -                                      | Nominado  |
| 2019 | Premio Grabby                                | Mejor dúo                                    | Cross Fuck (2018)              | Jack Hunter                            | Nominado  |
| 2019 | Premio XBIZ                                  | Artista gay del año                          | -                              | -                                      | Nominado  |
| 2019 | Premio del sitio web de Pornhub              | El artista gay más popular                   | -                              | -                                      | Ganador   |
| 2020 | Premio StraightUpGayPorn                     | Creador de contenido de fan favorito         | -                              | -                                      | Nominado  |
| 2020 | Premio StraightUpGayPorn                     | Artista activo favorito                      | Austin Wolf y Nico Leon (2019) | -                                      | Nominado  |
| 2020 | Premio StraightUpGayPorn                     | Cuerpo favorito                              | -                              | -                                      | Nominado  |
| 2020 | Premio XBIZ                                  | Artista gay del año                          |                                |                                        |           |